# 요즘 남자 라이프 - 신랑수업
《요즘 남자 라이프 - 신랑수업》은 2022년 1월 19일부터 방송중인 채널A 예능 프로그램이다.

## 진행자
- 이승철
- 문세윤
- 이다해
- 심진화

## 출연자
솔로 반
- 김일우 ❤️ 박선영
- 장우혁 ❤️ 오채이
- 이정진
- 천명훈

기혼 반
- 박현호 ❤️ 은가은
- 김종민

## 이전 진행자
- 홍현희
- 김원희
- 신봉선
- 한고은
- 장영란
- 이수지

## 이전 출연자
솔로 반
- 김찬우
- 영탁
- 김준수 (JYJ, JX)
- 브라이언
- 모태범 ❤️ 임사랑
- 손호영 (god)
- 서하준
- 이규한
- 박태환
- 김용준 (SG워너비)
- 김재중 (JYJ, JX)
- 신성 ❤️ 박소영
- 데니안 (god)
- 김동완 (신화) ❤️ 서윤아
- 에녹
- 손성윤

기혼 반
- 줄리엔 강 ❤️ 박지은
- 심형탁 ❤️ 사야

## 편성 변경 및 결방 사유
2022년
- 3월 2일 : 대한민국 제20대 대통령 선거 후보자 토론 편성으로 인한 결방.
- 3월 9일 : 대한민국 제20대 대통령 선거 개표방송으로 인한 결방.
- 6월 1일 : 제8회 전국동시지방선거 개표방송으로 인한 결방.
- 11월 2일 : 이태원 압사 사고 참사 여파로 인한 결방.

2023년
- 1월 18일 ~ 1월 25일 : 설 연휴 및 재정비로 인한 결방.
- 12월 27일 : 《요즘 남자 라이프 - 신랑수업 특별판》 으로 대체 편성.

2024년
- 9월 18일 : 추석 연휴로 인한 결방.

2025년
- 1월 1일 : 제주항공 2216편 활주로 이탈 사고로 인한 국가애도기간으로 결방.
- 1월 15일 : 윤석열 대통령 체포로 인한 뉴스 특보로 결방.